# 中央军委办公厅秘书局
中央军委办公厅秘书局，位于北京市，是中央军委办公厅下属局，负责该办公厅的秘书工作。

## 沿革
中央军委办公厅秘书局的前身是中央军委办公厅秘书处。后来改为中央军委办公厅秘书局。
在深化国防和军队改革中，2016年1月组建新的中央军委办公厅。中央军委办公厅仍设中央军委办公厅秘书局，翟新建继续任局长。

## 历任局长
中央军委办公厅秘书处处长
……
- 安东
- 邵英（？—？）[1][4]

……
| 中央军委办公厅秘书局局长 …… - 杜传友 少将（？—？） - 张家军 少将（？—2012年） - 翟新建 少将（2012年—） | 中央军委办公厅秘书局副局长 …… - 李建斌 少将（？—？） - 王存才 少将（？—？） - 李军 少将（？—？） |